# (489) Comacina
(489) Comacina – planetoida z grupy pasa głównego asteroid okrążająca Słońce w ciągu 5 lat i 221 dni w średniej odległości 3,15 j.a. Została odkryta 2 września 1902 roku w Landessternwarte Heidelberg-Königstuhl, w Heidelbergu przez Luigi Carnerę. Nazwa planetoidy pochodzi od wyspy Comacina znajdującej się na jeziorze Como we Włoszech. Przed nadaniem nazwy planetoida nosiła oznaczenie tymczasowe (489) 1902 JM.